# Parri Spinelli

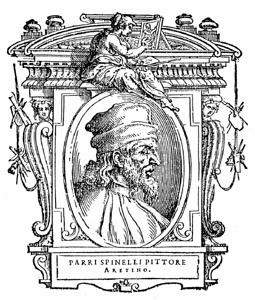
Parri Spinelli, según las Vite de Giorgio Vasari.

Guasparri di Spinello, más conocido como Parri Spinelli (Arezzo, 1387 - Arezzo, enterrado el 9 de enero de 1453), fue un pintor y orfebre del Renacimiento, hijo del célebre pintor Spinello Aretino.

## Biografía
Se formó en el taller de su padre, figurando ya en 1405 como ayudante de éste en los trabajos realizados en la Catedral de Siena, y en 1407 en la decoración al fresco de la Sala di Balía del Palazzo Pubblico de la ciudad. De 1411 a 1419 residió en Florencia, donde colaboró con Lorenzo Ghiberti.
Su estilo está más cerca de la escuela de Ghiberti que del de su progenitor. Sus alargadas y aristocráticas figuras parecen estar congeladas en un instante de tiempo; sus colores son oscuros. Toma algunos de los elementos goticizantes de la pintura de su padre y los lleva al último extremo. Se puede observar un fuerte influjo del estilo de Lorenzo Monaco en su obra más temprana.

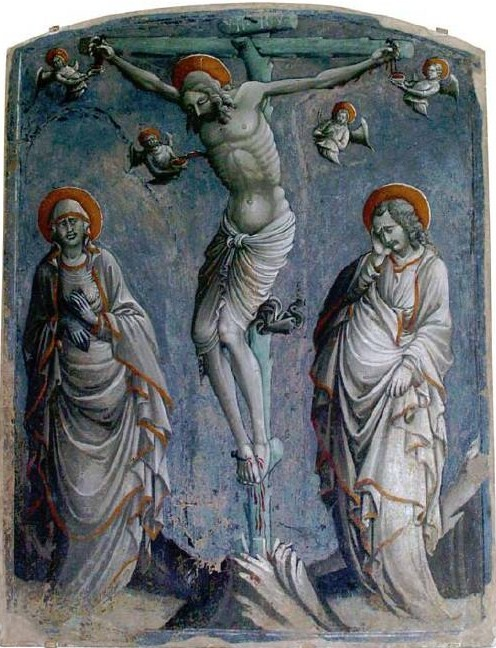
Crucifixión, Palazzo Comunale, Arezzo.

De regreso a Arezzo (1419) se convirtió en el más importante pintor de la ciudad. Aunque la mayoría de sus trabajos realizados al fresco se han perdido, sobreviven muchos dibujos preparatorios que nos dan una idea del aspecto que debieron tener estas obras perdidas. Según documentos firmados por su hermano Baldassare en 1427, Parri estuvo incapacitado durante ocho años para realizar cualquier tipo de trabajo; en 1431 fue declarado enfermo mental.

## Obras destacadas
- Frescos del Duomo Viejo de Arezzo (Pinacoteca de Arezzo).
  - Cristo y un ángel.
  - Ángeles músicos.
  - Santo Domingo y San Miguel.
- Virgen de la Misericordia con el Niño y los santos Lorentino y Pergentino (1435-37, Pinacoteca de Arezzo).
- Virgen de la Misericordia (1445, Santa Maria delle Grazie, Arezzo).
- Crucifixión (1445, Palazzo Comunale, Arezzo).
- Cristo crucificado entre San Nicolás, San Juan Evagelista, Santo Domingo y la Virgen (San Domenico, Arezzo), fresco.